# Samuzabety
Samuzabety is een plaats in het departement Cochabamba, Bolivia. De plaats ligt in de gemeente Villa Tunari, gelegen in de Chapare provincie. 
In de gemeente Villa Tunari spreekt 83,5 procent van de bevolking Quechua.

## Bevolking
| Jaar | Populatie |
| ---- | --------- |
| 1992 | 360       |
| 2001 | 599       |
| 2012 | 999       |